# Jurkovšek
Jurkovšek je priimek v Sloveniji, ki ga je po podatkih Statističnega urada Republike Slovenije na dan 1. januarja 2010  uporabljalo 16 oseb.

## Znani nosilci priimka
- Anže Jurkovšek, kipar
- Barbara Jurkovšek (*1981), slikarka, kiparka, grafičarka, kaligrafinja, ilustratorka
- Bogdan Jurkovšek (*1952), geolog, paleontolog
- Tea Kolar-Jurkovšek (*1954), geologinja, paleontologinja